# Asz-Szara
Asz-Szara (arab. الشعرة) – wieś w Syrii, w muhafazie Idlib. W 2004 roku liczyła 630 mieszkańców.